# COSAFA Cup
Die COSAFA Cup (bis 2007 und seit 2015 COSAFA Castle Cup, zwischen 2009 und 2012 COSAFA Senior Challenge; deutsch Fußballmeisterschaft des südlichen Afrika) ist ein jährliches Fußballturnier, das vom Fußballverband des südlichen Afrikas, COSAFA, organisiert wird.
Der Wettbewerb wurde nach dem Afrika-Cup 1996 in Südafrika 1997 eingeführt, um den im Afrika-Cup und der WM-Qualifikation meist unterlegenen Teams aus dem südlichen Afrika eine Möglichkeit des sportlichen Vergleichs unter Wettbewerbsbedingungen zu ermöglichen. Teilnahmeberechtigt sind jedoch nur die Mitglieder der COSAFA, die den Jugend- sowie Frauenfußball aktiv fördern; daneben wurden teils auch Mannschaften aus Staaten Afrikas, die nicht dem COSAFA angehören, zur Teilnahme eingeladen.
Der Wettbewerb war jahrelang nach dem südafrikanischen Bier Castle als Hauptsponsor benannt und hat seit 2019 Hollywoodbets als namensgebenden Hauptsponsor.

## Erstteilnahmen
Folgend alle Nationalmannschaften, die bisher an diesem Turnier teilgenommenen haben.
- Fett geschriebene Mannschaften wurden bei ihrer ersten Teilnahme Afrikameister.
- Unterstrichen geschriebene Mannschaften waren bei ihrer ersten Teilnahme Ausrichter.
- Mannschaften in Klammern nahmen unter einem anderen Namen zum ersten Mal teil.

| Jahr      | Erstteilnehmer       | Erstteilnehmer       | Erstteilnehmer       | Erstteilnehmer       |
| --------- | -------------------- | -------------------- | -------------------- | -------------------- |
| 1997      | Malawi               | Mosambik             | Namibia              | Sambia               |
| 1997      | Tansania*            |                      |                      |                      |
| 1998      | Angola               | Simbabwe             |                      |                      |
| 1999      | Lesotho              | Südafrika            | Swasiland            |                      |
| 2000      | keine Erstteilnehmer | keine Erstteilnehmer | keine Erstteilnehmer | keine Erstteilnehmer |
| 2001      | Mauritius            |                      |                      |                      |
| 2002      | Madagaskar           |                      |                      |                      |
| 2003      | Botswana             |                      |                      |                      |
| 2004–2007 | keine Erstteilnehmer | keine Erstteilnehmer | keine Erstteilnehmer | keine Erstteilnehmer |
| 2008      | Komoren              |                      |                      |                      |
| 2009      | keine Erstteilnehmer | keine Erstteilnehmer | keine Erstteilnehmer | keine Erstteilnehmer |
| 2013      | Kenia*               | Seychellen           |                      |                      |
| 2015      | keine Erstteilnehmer | keine Erstteilnehmer | keine Erstteilnehmer | keine Erstteilnehmer |
| 2016      | DR Kongo*            |                      |                      |                      |
| 2017–2018 | keine Erstteilnehmer | keine Erstteilnehmer | keine Erstteilnehmer | keine Erstteilnehmer |
| 2019      | Uganda*              |                      |                      |                      |
| 2021      | Senegal*             |                      |                      |                      |
| seit 2022 | keine Erstteilnehmer | keine Erstteilnehmer | keine Erstteilnehmer | keine Erstteilnehmer |

* Gastmannschaft

## Die Turniere im Überblick
| Jahr         | Gastgeber                               | Finale                                  | Finale                                  | Finale                                  | Spiel um Platz drei                     | Spiel um Platz drei                     | Spiel um Platz drei                     |
| Jahr         | Gastgeber                               | Sieger                                  | Ergebnis                                | 2. Platz                                | 3. Platz                                | Ergebnis                                | 4. Platz                                |
| ------------ | --------------------------------------- | --------------------------------------- | --------------------------------------- | --------------------------------------- | --------------------------------------- | --------------------------------------- | --------------------------------------- |
| 1997 Details | kein Gastgeber                          | Sambia                                  | Ligasystem                              | Namibia                                 | Mosambik                                | Ligasystem                              | Tansania *                              |
| 1998 Details | kein Gastgeber                          | Sambia                                  | Ligasystem                              | Simbabwe                                | Angola                                  | Ligasystem                              | Namibia                                 |
| 1999 Details | kein Gastgeber                          | Angola                                  | 1:0 / 1:1                               | Namibia                                 |                                         | nicht ausgetragen                       |                                         |
| 2000 Details | kein Gastgeber                          | Simbabwe                                | 3:0 / 3:0                               | Lesotho                                 |                                         | nicht ausgetragen                       |                                         |
| 2001 Details | kein Gastgeber                          | Angola                                  | 0:0 / 1:0                               | Simbabwe                                |                                         | nicht ausgetragen                       |                                         |
| 2002 Details | kein Gastgeber                          | Südafrika                               | 3:1 / 1:0                               | Malawi                                  |                                         | nicht ausgetragen                       |                                         |
| 2003 Details | kein Gastgeber                          | Simbabwe                                | 2:1 / 2:0                               | Malawi                                  |                                         | nicht ausgetragen                       |                                         |
| 2004 Details | kein Gastgeber                          | Angola                                  | 0:0 5:4 i. E.                           | Sambia                                  |                                         | nicht ausgetragen                       |                                         |
| 2005 Details | Südafrika                               | Simbabwe                                | 1:0                                     | Sambia                                  |                                         | nicht ausgetragen                       |                                         |
| 2006 Details | kein Gastgeber                          | Sambia                                  | 2:0                                     | Angola                                  |                                         | nicht ausgetragen                       |                                         |
| 2007 Details | Südafrika                               | Südafrika                               | 0:0 4:3 i. E.                           | Sambia                                  |                                         | nicht ausgetragen                       |                                         |
| 2008 Details | Südafrika                               | Südafrika                               | 2:1                                     | Mosambik                                | Sambia                                  | 2:0                                     | Madagaskar                              |
| 2009 Details | Simbabwe                                | Simbabwe                                | 3:1                                     | Sambia                                  | Mosambik                                | 1:0                                     | Südafrika                               |
| 2010 Details | Angola                                  | Turnier abgesagt                        | Turnier abgesagt                        | Turnier abgesagt                        | Turnier abgesagt                        | Turnier abgesagt                        | Turnier abgesagt                        |
| 2011         | nicht ausgetragen                       | nicht ausgetragen                       | nicht ausgetragen                       | nicht ausgetragen                       | nicht ausgetragen                       | nicht ausgetragen                       | nicht ausgetragen                       |
| 2012         | nicht ausgetragen                       | nicht ausgetragen                       | nicht ausgetragen                       | nicht ausgetragen                       | nicht ausgetragen                       | nicht ausgetragen                       | nicht ausgetragen                       |
| 2013 Details | Sambia                                  | Sambia                                  | 2:0                                     | Simbabwe                                | Südafrika                               | 2:1                                     | Lesotho                                 |
| 2014 Details | Botswana                                | Turnier abgesagt                        | Turnier abgesagt                        | Turnier abgesagt                        | Turnier abgesagt                        | Turnier abgesagt                        | Turnier abgesagt                        |
| 2015 Details | Südafrika                               | Namibia                                 | 2:0                                     | Mosambik                                | Madagaskar                              | 2:1                                     | Botswana                                |
| 2016 Details | Namibia                                 | Südafrika                               | 3:2                                     | Botswana                                | Swasiland                               | 1:0                                     | DR Kongo*                               |
| 2017 Details | Südafrika                               | Simbabwe                                | 3:1                                     | Sambia                                  | Tansania *                              | 4:2 n. E.                               | Lesotho                                 |
| 2018 Details | Südafrika1                              | Simbabwe                                | 4:2 n. V.                               | Sambia                                  | Lesotho                                 | 1:0                                     | Madagaskar                              |
| 2019 Details | Südafrika2                              | Sambia                                  | 1:0                                     | Botswana                                | Simbabwe                                | 6:5 n. E.                               | Lesotho                                 |
| 2020 Details | aufgrund der COVID-19-Pandemie abgesagt | aufgrund der COVID-19-Pandemie abgesagt | aufgrund der COVID-19-Pandemie abgesagt | aufgrund der COVID-19-Pandemie abgesagt | aufgrund der COVID-19-Pandemie abgesagt | aufgrund der COVID-19-Pandemie abgesagt | aufgrund der COVID-19-Pandemie abgesagt |
| 2021 Details | Südafrika                               | Südafrika                               | 5:4 n. E.                               | Senegal *                               | Eswatini                                | 5:3 n. E.                               | Mosambik                                |
| 2022 Details | Südafrika                               | Sambia                                  | 1:0 n. V.                               | Namibia                                 | Senegal                                 | 5:3 n. E.                               | Mosambik                                |
| 2023 Details | Südafrika                               | Sambia                                  | 1:0                                     | Lesotho                                 | Südafrika                               | 5:3 n. E.                               | Malawi                                  |
| 2024 Details | Südafrika                               | Angola                                  | 5:0                                     | Namibia                                 | Mosambik                                | 6:3 n. E.                               | Komoren                                 |
| 2025 Details | Südafrika                               | Angola                                  | 3:0                                     | Südafrika                               | Komoren                                 | 1:0                                     | Madagaskar                              |

* Gastmannschaft
1Botswana ist vom Austragungsrecht im Januar 2018 zurückgetreten.

2Simbabwe ist vom Austragungsrecht im Februar 2019 zurückgetreten.

### Rangliste Plätze 1–3
| Rang | Land       | Titel | Jahr(e)                                  | 2. Plätze | 3. Plätze |
| ---- | ---------- | ----- | ---------------------------------------- | --------- | --------- |
| 1    | Sambia     | 7     | 1997, 1998, 2006, 2013, 2019, 2022, 2023 | 6         | 1         |
| 2    | Simbabwe   | 6     | 2000, 2003, 2005, 2009, 2017, 2018       | 3         | 1         |
| 3    | Südafrika  | 5     | 2002, 2007, 2008, 2016, 2021             | 1         | 2         |
| 4    | Angola     | 5     | 1999, 2001, 2004, 2024, 2025             | 1         | 1         |
| 5    | Namibia    | 1     | 2015                                     | 4         | 0         |
| 6    | Lesotho    | 0     |                                          | 3         | (1)       |
| 7    | Mosambik   | 0     |                                          | 2         | 3         |
| 8    | Botswana   | 0     |                                          | 2         | 0         |
| 8    | Malawi     | 0     |                                          | 2         | 0         |
| 9    | Senegal*   | 0     |                                          | 1         | 1         |
| 10   | Eswatini   | 0     |                                          | 0         | 2         |
| 11   | Komoren    | 0     |                                          | 0         | 1         |
| 11   | Madagaskar | 0     |                                          | 0         | 1         |
| 11   | Tansania*  | 0     |                                          | 0         | 1         |

* Kein Mitglied der COSAFA und ist mit Gastspielrechten angetreten.

## Teilnahmen
Während 1997 nur neun Mannschaften (darunter eine Nicht-COSAFA-Auswahl) am Wettbewerb teilnahmen, sind es seit 2008, als die Komoren der COSAFA beitraten, inzwischen 14 Teilnehmer.
| Land               | 1997 | 1998 | 1999 | 2000 | 2001 | 2002 | 2003 | 2004 | 2005 | 2006 | 2007 | 2008 | 2009 | 2010 2 | 2013 | 2015 | 2016 | 2017 | 2018 | 2019 | 2021 | 2022 | 2023 | 2024 |
| ------------------ | ---- | ---- | ---- | ---- | ---- | ---- | ---- | ---- | ---- | ---- | ---- | ---- | ---- | ------ | ---- | ---- | ---- | ---- | ---- | ---- | ---- | ---- | ---- | ---- |
| Angola             | –    | x    | x    | x    | x    | x    | x    | x    | x    | x    | x    | x    | x    | x      | x    | -    | x    | x    | x    | - 1  | -    | x    | x    | x    |
| Äquatorialguinea 3 | –    | -    | -    | -    | -    | -    | -    | -    | -    | -    | -    | -    | -    | -      | 1    | -    | -    | -    | -    | -    | -    | -    | -    | –    |
| Botswana           | x    | x    | x    | x    | x    | x    | x    | x    | x    | x    | x    | x    | x    | x      | x    | x    | x    | x    | x    | x    | x    | x    | x    | x    |
| Eswatini           | x    | x    | x    | x    | x    | x    | x    | x    | x    | x    | x    | x    | x    | x      | x    | x    | x    | x    | x    | x    | x    | x    | x    | x    |
| Kenia 3            | –    | –    | –    | –    | –    | –    | –    | –    | –    | –    | –    | –    | –    | –      | x    | -    | -    | -    | -    | -    | -    | -    | -    | x    |
| Komoren            | –    | –    | –    | –    | –    | –    | –    | –    | –    | –    | –    | x    | x    | x      | -    | -    | -    | -    | x    | x    | 1    | x    | x    | x    |
| DR Kongo 3         | –    | -    | -    | -    | -    | -    | -    | -    | -    | -    | -    | -    | -    | -      | -    | -    | x    | -    | -    | -    | -    | -    | -    | –    |
| Lesotho            | x    | x    | x    | x    | x    | x    | x    | x    | x    | x    | x    | x    | x    | x      | x    | x    | x    | x    | x    | x    | x    | x    | x    | x    |
| Madagaskar         | –    | –    | –    | –    | –    | x    | x    | x    | x    | x    | x    | x    | 1    | x      | x    | x    | x    | x    | x    | -    | 1    | x    | -    | –    |
| Malawi             | x    | x    | x    | x    | x    | x    | x    | x    | x    | x    | x    | x    | x    | x      | x    | x    | x    | x    | x    | x    | -    | x    | x    | –    |
| Mauritius          | –    | –    | –    | x    | x    | x    | x    | x    | x    | x    | x    | x    | x    | x      | x    | x    | x    | x    | x    | x    | -    | x    | x    | –    |
| Mosambik           | x    | x    | x    | x    | x    | x    | x    | x    | x    | x    | x    | x    | x    | x      | x    | x    | x    | x    | x    | x    | x    | x    | x    | x    |
| Namibia            | x    | x    | x    | x    | x    | x    | x    | x    | x    | x    | x    | x    | x    | x      | x    | x    | x    | x    | x    | x    | x    | x    | x    | x    |
| Sambia             | x    | x    | x    | x    | x    | x    | x    | x    | x    | x    | x    | x    | x    | x      | x    | x    | x    | x    | x    | x    | x    | x    | x    | x    |
| Senegal 3          | -    | –    | –    | –    | –    | –    | –    | –    | –    | –    | –    | –    | -    | –      | -    | -    | -    | -    | -    | -    | x    | x    | -    | –    |
| Seychellen         | –    | –    | –    | –    | –    | –    | –    | –    | x    | x    | x    | x    | x    | x      | x    | x    | x    | x    | x    | x    | -    | x    | x    | x    |
| Simbabwe           | x    | x    | x    | x    | x    | x    | x    | x    | x    | x    | x    | x    | x    | x      | x    | x    | x    | x    | x    | x    | x    | x    | x    | x    |
| Südafrika          | –    | x    | x    | x    | x    | x    | x    | x    | x    | x    | x    | x    | x    | x      | x    | x    | x    | x    | x    | x    | x    | x    | x    | x    |
| Tansania 3         | x    | –    | –    | –    | –    | –    | –    | –    | –    | –    | –    | –    | 1    | –      | 1    | x    | -    | x    | -    | -    | -    | -    | -    | –    |
| Uganda 3           | -    | –    | –    | –    | –    | –    | –    | –    | –    | –    | –    | –    | -    | –      | -    | -    | -    | -    | -    | x    | -    | -    | -    | -    |